# Dragotin Kette

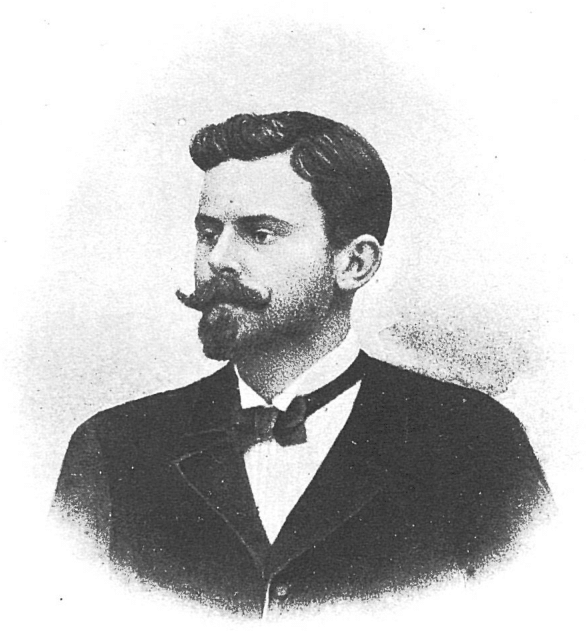
Dragotin Kette.

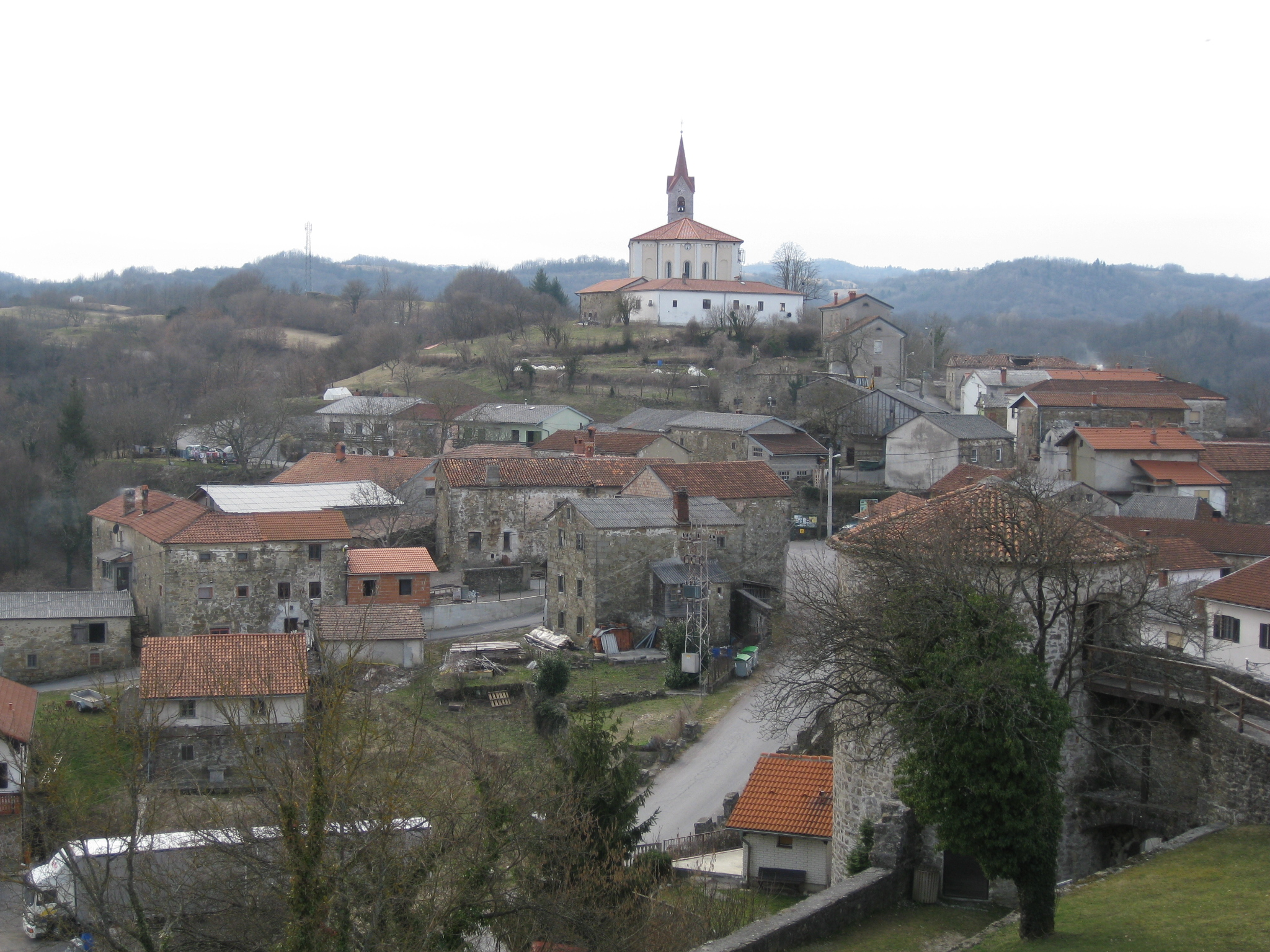
Prem i kommunen Ilirska Bistrica, Slovenien. Platsen där Kette föddes.

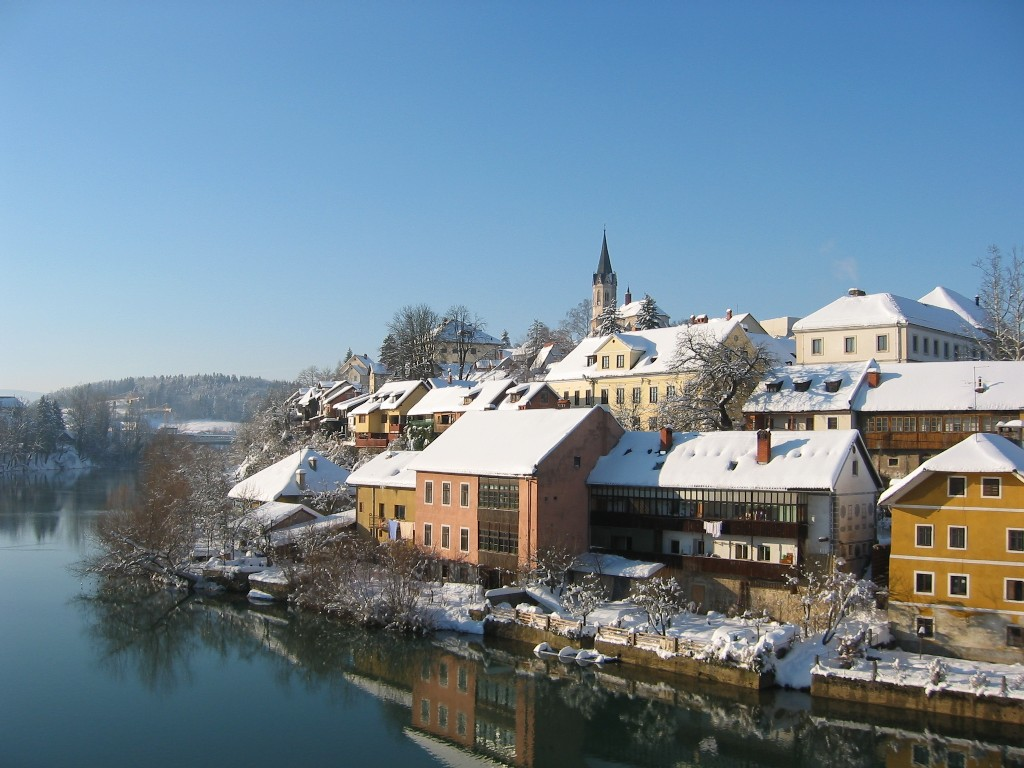
Novo mesto, stadsdelen Breg med floden Krka.

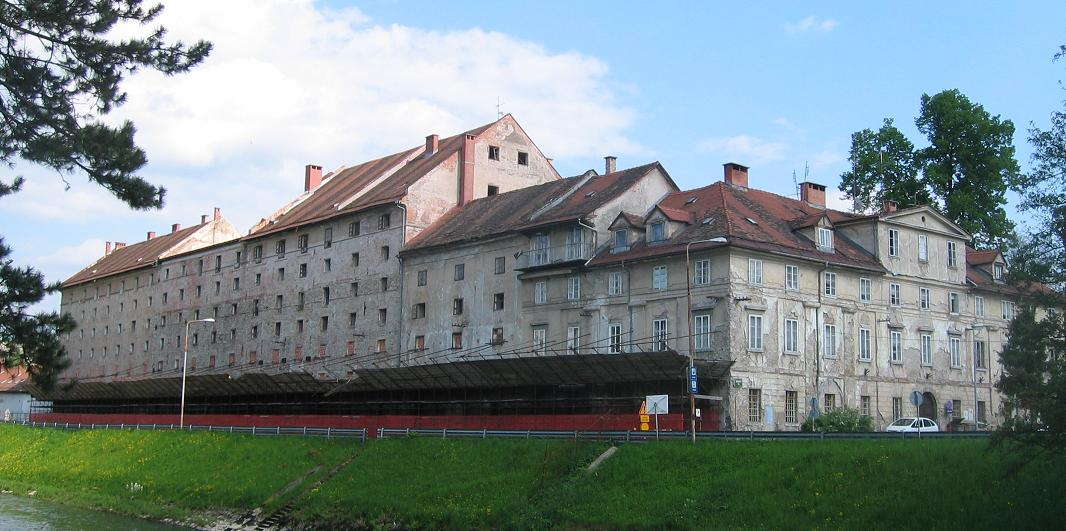
Cukrarna, sockerfabriken där Kette bodde sina sista månader.

Dragotin Kette, född 19 januari 1876, död 26 april 1899, anses vara den slovenske författaren som efter France Prešeren gav sonetten en ny briljans, nytt värde och gjorde en fri modernisering av den.

## Hans liv
Dragotin föddes i Prem som ligger i kommunen Ilirska Bistrica, Slovenien. Han var son till Filip Kette och Ana ( född Valenčič). Fadern var lärare och organist, modern dog redan när Dragotin var barn. Han började gymnasiet i Ljubljana 1888 men avbröt studierna och 1890/91 började han läsa till lärare. Efter faderns död så ombesörjde morbrodern Ivan för Kette men i gengäld krävde han att Kette skulle studera teologi. Detta ledde till att Kette avbröt sin lärarutbildning, trots att han var duktig, och återvände till gymnasiet. Kette tog sig friheten att skriva en satirisk vers om biskopen Jakob Missia (1838-1902) och straffades av skolan för det. Året därpå tvingades han betala skolavgift och på grund av jordbävningen i Ljubljana 1895 avbröt han sina studier. Kette flyttade till Novo mesto 1896 och avlade sin examen där 1898. Kette tyckte mycket om huvudtorget i Novo mesto och skrev även flera dikter om det, exempelvis Prekrasni trg. Där blev han även förälskad i Angela Smola, distriktsdomarens dotter, och skrev flera dikter till henne, bland annat den impressionistiska dikten Na trgu (På torget). Efter sin examen var han tvungen att göra en treårig värnplikt i Trieste. Strax efter inkallelsen insjuknade han i tuberkulos och fick frisedel, för att bara någon månad senare dö, endast 23 år gammal, i en övergiven sockerfabrik som kallas Cukrarna i Ljubljana. Hans grav finns på kyrkogården Žale, i stadsdelen Bežigrad, Ljubljana. 

## Hans verk
Kette började skriva dikter när han kom i kontakt med det hemliga gymnasiesällskapet Zadruga, 1893, det var även där som han lärde känna Ivan Cankar (1876 - 1918), Oton Župančič (1878-1949) och Josip Murn Aleksandrov (1879 - 1901). Kette skrev endast under fem år och då tillkom en samling dikter som idag anses vara en av de främsta inom den slovenska poesin. De vanligaste teman i hans dikter är bondemotiv och upplevelsen av naturen men i centrum hittar man alltid kärlek och reflektion. De mest tankeväckande dikterna tar upp tankar kring livets mening i vilka han andligt närmar sig de europeiska symbolisterna. Han skrev också narrativa dikter som Melanholične misli (Melankoliska tankar). Han är mest känd för sin erotiska, intima och subjektiva diktning men han skrev även poesi och sagor för barn som Otroške pesmi in povestice (trycktes: 1950) och Šivilja in škarjice (trycktes: 1964).
Kette räknas som en av de fyra som introducerade den litterära modernismen i Slovenien. De tre andra är Cankar, Župančič och Murn Aleksandrov. Under denna slovenska litterära period tog man avstånd från de patriotiska och det ändamålsenliga tendenserna som var gällande. Inom poesin tog man fasta på att den skulle vara en autonom konstart och lät deras verk influeras av den folkliga och romantiska poesin. Åter hamnade det vackra och den personliga bilden av världen i förgrunden. Modernismen representerade det definita brottet med traditionen. De slovenska modernisterna höll jämna steg med de litterära trenderna i Wien och Tyskland men deras förebilder kom snarare från Frankrike och Ryssland än Tyskland.

## Kette och Aškerc
Drygt en vecka innan Kette dog introducerade Fran Govekar (1871-1949) Anton Aškerc (1856 -1912) och Kette för varandra. De hade inte träffats tidigare trots att Aškerc bott i Ljubljana sedan juli 1898, dvs. i nästan ett år. Detta möte resulterade i att Aškerc övertalade Kette att sälja allt det han skrivit till förläggaren Lavoslav Schwentner (1865-1952) men även låta Aškerc sammanställa och redigera materialet. Detta resulterade i att Kettes verk redigerades och publicerades efter hans död.

## Minnesord
Anton Aškerc (1856 -1912) beskriver Kette i förordet till den postum utgivna diktsamlingen Pesme:
Dragotin Kette bar i sitt bröst ett ödmjukt hjärta med de finaste silversträngar, på vilka det svagaste ljud från yttervärlden genljöd; hans själ var en känslig fotokamera som i förbigående tog denna världs alla färgglada bilder.
Dragotin Kette je nosil v prsih svojih nežno srce s finimi srebrnimi strunami, na katerih je odmeval vsak najrahlejši zvok zunanjega sveta; njegova duša je bila občutljiva fotografska camera, ki je sprejemala mimogrede vse pisane slike tega sveta.

översatt till svenska av: Dolores Meden